# ズーニバース
ズーニバース (Zooniverse) とは市民科学プロジェクトを集めたポータルサイトである。シチズン・サイエンス・アライアンスが所有し、運営を行っている。ホストしているプロジェクトの中には、規模・人気・成果の面でインターネットでは最高クラスのものもある。当初はギャラクシー・ズーという単一のプロジェクトであったが、ボランティアが科学研究に携わるクラウドソーシング・プロジェクトを数十件ホストするサイトへと成長した。本部はオックスフォード大学とアドラー・プラネタリウムに置かれている。初期のオンライン市民科学プロジェクトでコンピュータの余剰計算能力を利用してデータ分析を行うもの（SETI@homeなど）はボランティア・コンピューティングと呼ばれたが、Zooniverseのプロジェクトはこれと性格を異にし、ボランティア各個人の能動的な活動によって研究課題を解決するものである。プロジェクトの分野には天文学、生態学、細胞生物学、人文学、気候学などがある。
2014年2月14日現在、Zooniverseコミュニティに登録しているボランティアは100万人を超え、2019年には160万人を超えている。ボランティアはまとめて「ズーイティーズ (Zooites)」と呼ばれることが多い。Zooniverseのプロジェクトで集められたデータに基づく学術論文は数百篇が出版されている。ニュースサイト『デイリー・ズーニバース (The Daily Zooniverse)』はZooniverse傘下の様々なプロジェクトについての情報を配信するとともに、ソーシャルメディアへの展開も行っている。
なお、プロジェクトの言語は英語がデフォルトだが、専用のウェブツールを経由して英語以外の言語へ翻訳が可能である。プロジェクトの研究チームが多国籍で構成されている場合は研究チームのメンバーによって彼らのネイティブの言語に訳される場合もあるが、多くはZooniverseのボランティアが翻訳者としてチームに参加して翻訳を行っている。現在フランス語、スペイン語に次いで日本語が多い。

## シチズン・サイエンス・アライアンス
Zooniverseを主催するシチズン・サイエンス・アライアンスは、英国と米国の9つの研究機関・法人から選出される理事によって運営されている。参加機関はアドラー・プラネタリウム、ジョンズ・ホプキンズ大学、ミネソタ大学、国立海事博物館、ノッティンガム大学、オックスフォード大学、Vissuality社、ポーツマス大学、および中央研究院天文及天文物理研究所である。

## 現行のプロジェクト
出典は特掲したもの以外はすべてプロジェクトページ。

### 美術
「Art」にカテゴライズされているプロジェクト。
| ロゴ                                                                      | 名称                                           | 種類           | 説明 | 開始日     | サイト |
| ------------------------------------------------------------------------- | ---------------------------------------------- | -------------- | --- | ---------- | ------ |
|                                                                           | Scribes of the Cairo Geniza                    | 分類           | ユーザーはヘブライ語とアラビア語で書かれた古い手稿の分類に参加する。これはプロジェクトの第1フェイズであって、2018年春に開始予定の第2フェイズでは手稿にアノテーションを行うことになる。プリンストン・ゲニザ・プロジェクト、ユダヤ教神学院、ケンブリッジ大学図書館との協力の元でペンシルベニア大学図書館が創設した。 | 2017/8/8   | [1]    |
|                                                                           | モダン・ミューズ Modern Muses                  | アノテーション | ローレンス・アロウェイとシルヴィア・スレイの間で交わされた書簡をテキストデータに起こす。テキスト化はページ毎に行う。 | 不明       | [2]    |
| Logo for the 'Parochial Archive Project in Rome' hosted on Zooniverse.org | Parochial Archive Project in Rome              | アノテーション | 16 - 17世紀ローマの小教区で保管されていた文書のテキスト起こしを行う。テキスト化はページ毎に行う。 | 2017/12/12 | [3]    |
|                                                                           | シェイクスピアズ・ワールド Shakespeare's World | アノテーション | ウィリアム・シェイクスピアと同時期の文書を多数集め、アノテーションおよびテキスト起こしを行う。シェイクスピアとその朋輩の人生について新しい発見があれば、オックスフォード英語辞典に反映される。 | 2015/12/10 | [4]    |
|                                                                           | アノテート AnnoTate                            | アノテーション | 英国の芸術家が書いた手稿をテキストに起こし、アノテーションを行う。テイト・アーカイブが保有する5万点以上の文書を対象にする。 | 2015/9/1   | [5]    |

### 天文
「Space」にカテゴライズされているプロジェクト。
| ロゴ | 名称                                                                                          | 種類           | 説明 | 開始日     | サイト           |
| ---- | --------------------------------------------------------------------------------------------- | -------------- | --- | ---------- | ---------------- |
|      | ギャラクシー・ズー (日本語題:ぎんがいろモザイク) Galaxy Zoo                                   | 決定木         | ユーザーは銀河の画像を提示され、その形態を分類するために一連の質問に答える。現在対象とされるデータはユークリッド宇宙望遠鏡が撮影した銀河の画像だが、過去にはハッブル宇宙望遠鏡が撮影した高赤方偏移銀河や、米国ニューメキシコ州に設置されたスローン・デジタル・スカイサーベイの望遠鏡が撮影した低赤方偏移銀河、すばる望遠鏡によるサーベイ画像など様々な望遠鏡のデータが用いられた。                           | 2007/7/12  | 英語版日本語版   |
|      | ディスクディテクティブ Disk Detective                                                         | フィルタリング | ダストからなるデブリ円盤で、惑星系の誕生の兆候を示しているもの（原始惑星系円盤）を銀河系の中から見つけ出す。画像はNASAのWISE衛星、およびDSS2や2MASSなどのサーベイによる。 | 2014/1/30  | 英語版日本語版   |
|      | バックヤード・ワールド:プラネット9(日本語題) Backyard Worlds: Planet 9(原題)                  | 分類           | 海王星以遠の領域を走査して褐色矮星とプラネット・ナインを探す。画像はNASAの広域赤外線探査衛星 (WISE) ミッションで得られたものである。 | 2017/2/15  | 英語版日本語版   |
|      | 俺の隣人がこんなにクールなわけがない(日本語題) Backyard Worlds: Cool Neighbers(原題)          | 分類           | バックヤードワールドプラネット９の派生プロジェクト。元となるデータはプラネット９同様NASAの広域赤外線探査衛星 (WISE) ミッションで得られたものだが、分類用の画像は褐色矮星の固有運動を検出することに特化されている。 | 2023/6/27  | 英語版日本語版   |
|      | 堪える小惑星 Asteroid in alive(日本語題) Exoasteroids(原題)                                   | 分類           | バックヤードワールドプラネット９の派生プロジェクト。元となるデータはプラネット９同様NASAの広域赤外線探査衛星 (WISE) ミッションで得られたものだが、分類用の画像は白色矮星の残骸円盤に起因する変光を見つけることに特化されている。 | 2024/9/17  | 英語版日本語版   |
|      | 星屑デンパズー(日本語題) Radio Meteor Zoo(原題)                                               | アノテーション | ベルギーの流星電波観測施設群BRAMSが検出した流星による電波エコーを見つける。 | 2016/8/12  | 英語版日本語版   |
|      | Gravity Spy                                                                                   | 分類           | 重力波の観測装置LIGOが検出した信号からノイズを分類する | 2016/10/12 | 英語版           |
|      | やはり俺の恒星カタログは間違っている(日本語題) SuperWASP Variable Stars(原題)                 | 決定木         | 太陽系外惑星の捜索のために全天の恒星の明るさの変化を観測しているスーパーWASPから副産物的に得られた変光星の光度曲線を分類し、クラス分けや誤分類の指摘を行う。 | 2018/9/5   | 英語版日本語版   |
|      | Aurora Zoo(原題)                                                                              | 分類           | サウサンプトン大学がスヴァールバル諸島に設置したオーロラカメラの映像からオーロラを分類する。 | 2020/4/28  | 英語版           |
|      | ご注文はアサシンですか？(日本語題) Citizen ASAS-SN(原題)                                      | 分類           | 全天サーベイプロジェクトのASAS-SNが観測した変光星の光度曲線を分類する。 | 2021/1/5   | 英語版日本語版   |
|      | 冴えない銀河の見つけかた(日本語題) Dark Energy Explorers(原題)                                | 分類           | 東京大学宇宙線研究所などが実施している、ホビー・エバリー望遠鏡による遠方銀河の大規模サーベイ「ホビー・エバリー望遠鏡暗黒エネルギー実験(HETDEX)」で得られた多数の分光データを分類する。 | 2021/2/23  | 英語版日本語版   |
|      | 活動する小惑星 Asteroid in Active -アクティブ・アステロイド-(日本語題) Active Asteroids(原題) | 分類           | セロ・トロロ汎米天文台の4mビクター・M・ブランコ望遠鏡に搭載されたダークエネルギーカメラに写った小惑星から、彗星活動を示す活動小惑星を検出する。 | 2021/8/31  | 英語版日本語版   |
|      | Planet Hunters NGTS(原題)                                                                     | 分類           | 次世代トランジットサーベイの光度曲線を分類し、太陽系外惑星によるトランジットを探す。 | 2021/10/18 | 英語版           |
|      | ブラック★ホールシューター(日本語題) Black Hole Hunters(原題)                                  | 分類           | 恒星と連星系を構成しているブラックホールのうち、恒星から離れており降着円盤を持たずX線などを放たないものを、セルフマイクロレンズと呼ばれる重力レンズの増光効果を検出して発見する。 | 2021/10/26 | 英語版日本語版   |
|      | GWitchHunters(原題)                                                                           | 分類           | Gravity Spyと似ているプロジェクト。GWitchという俗称で呼ばれている、重力波観測装置が検出したノイズを分類する | 2021/11/16 | 英語版           |
|      | クモフォーマーズ(日本語題) Cloudspotting on Mars(原題)                                        | アノテーション | NASAの火星探査機マーズ・リコネッサンス・オービターに搭載されたMCSという機器が観測した火星の高層雲（地球の中間圏に相当）を探す。 | 2022/6/28  | 英語版日本語版   |
|      | クモフォーマーズ：シェイプス(日本語題) Cloudspotting on Mars: Shapes(原題)                    | アノテーション | クモフォーマーズの姉妹プロジェクト。NASAの火星探査機MAVENに搭載されたイメージング紫外スペクトロメータ(IUVS)という機器が観測した火星の雲を探す。なお、どちらのプロジェクトにも運営しているメンバーに日本のMMXやあかつきに参加している研究者も含まれる。 | 2024/10/29 | 英語版日本語版   |
|      | 粒の名は。(日本語題) Name that Neutrino!(原題)                                                | 分類           | 千葉大学を始めとする国際チームが南極に設置したアイスキューブ・ニュートリノ観測所の巨大検出器が検出したニュートリノの検出信号を分類する。 | 2023/3/14  | 英語版日本語版   |
|      | 恋する変光星 -Variable in Gaia-(日本語題) Gaia Vari(原題)                                     | 分類           | ESAの位置天文学用宇宙望遠鏡Gaiaが測定した恒星の光度曲線から、変光星を分類する。類似する他の変光星分類のプロジェクトと異なり、同じくGaiaによる色測定・視差による距離測定を基にした、対象天体の銀河系内での位置やHR図上での位置を参考にしながら分類ができる。 | 2023/3/21  | 英語版日本語版   |
|      | 更新する小惑星 デイリー・マイナープラネット(日本語題) The Daily Minor Planet(原題)            | 分類           | 過去のZooniverseプロジェクトAsteroid Zooの後継に当たる。カタリナ・スカイサーベイを構成しているレモン山天文台が撮影した画像で検出された小惑星候補を分類する。大半はノイズだが一部に本物が混じっており、本物と判定したボランティアたちの名前で小惑星センターに発見報告が行われ、現在100個を超える小惑星の仮符号を取得している。このプロジェクトに因み、小惑星(227711) デイリーマイナープラネットが命名された。 | 2023/5/16  | 英語版日本語版   |
|      | レッドシフト・ラングラー(日本語題) Redshift Wrangler(原題)                                    | アノテーション | ハワイのケック望遠鏡やすばる望遠鏡が取得した銀河のスペクトルから輝線や吸収線を探してマークする。 | 2023/5/30  | 英語版日本語版   |
|      | 恋する超新星 Supernova in diff(日本語題) Kilonova Seekers(原題)                               | 分類           | 重力波の光学対応天体を追跡観測するGOTO観測所サーベイが検出した突発天体候補をノイズか本物か分類する。本物の天体の多くは超新星で、ボランティアが発見貢献者としてクレジットされている超新星がすでに100個近くある。 | 2023/7/11  | 英語版日本語版   |
|      | 振幅グラフィティ(日本語題) Burst Chaser(原題)                                                 | アノテーション | スウィフトガンマ線望遠鏡が観測したガンマ線バーストを分類する。 | 2024/1/8   | 英語版日本語版   |
|      | Gravity Wave Zoo(原題)                                                                        | 分類           | 空をモニターするカメラの映像から大気重力波と呼ばれる特徴的な雲を探す。 | 2023/10/23 | 英語版           |
|      | 名探偵コクテン(日本語題) Sunspot Detectives(原題)                                             | 計数           | イタリアの天文学者アンジェロ・セッキが19世紀に観測して描いた太陽黒点のスケッチを見て、黒点の数を数える。 | 2024/3/5   | 英語版日本語版   |
|      | 食連星パトロール(日本語題) Eclipsing Binary Patrol(原題)                                      | 分類           | NASAの太陽系外惑星捜索用宇宙望遠鏡のTESSが惑星捜索の過程で得た光度曲線から食連星を探し分類する。 | 2024/9/3   | 英語版日本語版   |
|      | ぼっち・ざ・ゆにばーす！(日本語題) Are we alone in the universe?(原題)                        | 分類           | 世界最大の可動式電波望遠鏡であるグリーンバンク望遠鏡を様々な恒星に向けて受信した、文明由来の信号候補の波形を見て、地球からの人為的電波の干渉(RFI)によるノイズ類型に当てはめ分類する地球外知的生命体探査のプロジェクト。どの類型にも当てはまらなかった信号は文明由来としてより確度の高い候補となる。謳い文句は「私たちと結束して地球外文明を探しましょう！」                                                  | 2023/2/13  | 英語版日本語版   |
|      | 宇宙灯台(日本語題) Einstein@Home: Pulsar Seekers(原題)                                        | 分類           | Zooniverse外の分散コンピューティングによる市民科学プロジェクト「Einstein@Home」が発見したパルサー候補の信号波形を見て、それらが本当にパルサーかどうかを判定する。 | 2023/10/30 | 英語版日本語版   |
|      | とある電波の銀河目録:EMU(日本語題) 'Radio Galaxy Zoo: EMU(原題)                               | アノテーション | 過去に何種か立ち上げられたRadio Galaxy Zooプロジェクトシリーズの最新のもの。スクエア・キロメートル・アレイに先立ってオーストラリアのマーチソン電波天文台に設置されたオーストラリアSKAパスファインダーが観測した銀河の電波画像から強い電波源を探し、光学天体との同定も試みる。 | 2024/7/8   | 英語版日本語版   |
|      | SPLUS: Science Hunters(原題)                                                                  | 分類           | ブラジルのグループがセロ・トロロ汎米天文台で行っている南天近傍宇宙測光サーベイ(SPLUS)が12色多色フィルターで撮影したカラー画像を見て、写っている天体の種別を分類する。 | 2024/10/8  | 英語版           |
|      | ソーラーのまにまに 〜太陽電波の世界へようこそ〜(日本語題) Solar Radio Burst Tracker(原題)     | アノテーション | ESAの太陽観測衛星ソーラー・オービターが観測したレーダー画像から、太陽電波バーストのタイプ3と呼ばれる現象を探す。 | 2025/3/11  | 英語版日本語版   |
|      | コスミック・ディスコ(日本語題) Cosmic Disco: Characterizing Galaxy Collisions(原題)           | 分類           | Galazy Zooでのボランティアによる分類結果でトレーニングしたAIによって事前選別した、SDSSが撮影した衝突中の銀河について、合体のステージを詳細に分類する。 | 2025/1/9   | 英語版日本語版   |
|      | ベビースターサーチメン(日本語題) Baby Star Search(原題)                                       | アノテーション | CTIOの4mブランコ望遠鏡が撮影した星形成領域の画像、硫黄輝線画像からハービック・ハロー天体を探す。 | 2024/10/1  | 英語版日本語版   |
|      | Space Warps - ESA Euclid(原題)                                                                | アノテーション | 過去に何種か立ち上げられたSpace Warpsプロジェクトシリーズの最新のもの。ESAのユークリッド宇宙望遠鏡が撮影した銀河の画像から、重力レンズ効果を起こしている天体を探す。 | 2024/11/19 | 英語版           |
|      | ギ。銀河の衝突について(日本語題) Cosmic Collisions(原題)                                      | 分類           | JWSTが撮影した銀河の画像から合体中の銀河を探す。 | 2025/3/25  | 英語版日本語版   |
|      | CloudCatcher(原題)                                                                            | 分類           | 気象衛星センチネル-3に搭載されたSLSTRが観測した雲画像から雲を探して分類する。 | 2023/3/21  | (英語版)         |
|      | 回アス 回転する小惑星(日本語題) Enigmatic Near-Earth Visitors(原題)                           | 分類           | セルビアのヴィドイェヴィツァ天文台にあるミランコビッチ 1.4m望遠鏡が撮影した地球近傍小惑星の連続撮影画像から測光に適さない画像を選び、ヤルコフスキー効果の研究のための測定精度を向上させる。 | 2025/6/24  | 英語版日本語版   |
|      | ルービン 彗星の魔女(日本語題) Rubin Comet Catchers(原題)                                      | 分類           | Active Asteroidプロジェクトの姉妹プロジェクトで、NSFヴェラ・C・ルービン天文台が撮影した画像を用いて活動小惑星を探す。 | 2025/6/30  | (英語版)日本語版 |

### 自然・環境
「Nature」「Climate」にカテゴライズされているプロジェクト。
| ロゴ | 名称                                                                               | 種類           | 説明 | 開始日     | サイト |
| ---- | ---------------------------------------------------------------------------------- | -------------- | --- | ---------- | ------ |
|      | オールド・ウェザー Old Weather                                                     | 翻刻           | 1850 - 1950年に北極を航海した米国の調査船の航海日誌から気象と海氷に関する記録を読み取り、用意されたインターフェースを用いてデジタルテキストに起こす。現在はプロジェクトの第3期に当たり、新しい史料が解読されている。                                                                                         | 2010/10/12 |        |
|      | サイクロン・センター Cyclone Center                                                | 決定木         | ドボラック法の改良版を用いて熱帯低気圧の分類を行う。ボランティアは気象衛星の赤外線センサによって撮影された一連の画像を提示され、嵐の種類と程度を識別するための質問に答えていく。 | 2012/9/27  |        |
|      | バット・ディテクティブ Bat Detective                                               | パターンマッチ | コウモリ個体群の状態をモニタするため、反響定位もしくは社会的コミュニケーションのために発された音を分類する。超音波マイクロフォンで記録されたデータを基に、人間の可聴範囲にまで速度を落として再生された鳴き声を聞くとともに、スペクトログラムによる視覚的データを観察する。                                   | 2012/10/1  |        |
|      | スナップショット・セレンゲティ Snapshot Serengeti                                  | フィルタリング | タンザニアのセレンゲティ国立公園に設置された225基のカメラトラップで撮影された動物の分類を行う。それぞれの種が国立公園内でどのように分布し、互いにどのような影響を与え合っているかを調べるのが目的である。 | 2012/12/11 |        |
|      | ノーツ・フロム・ネイチャー Notes from Nature                                       | 翻刻           | 歴史上の生物多様性についてのデータを集めるため、博物館に所蔵された現地調査記録をテキスト化する。 | 2013/4/22  |        |
|      | プランクトン・ポータル Plankton Portal                                             | フィルタリング | 海洋深度ごとにどんな種類のプランクトンが分布しているかを調べるため、イクチオプランクトン・イメージング・システムによって海中で撮影されたプランクトンの分類を行う。プランクトンは環境の生物指標としてすぐれており、このプロジェクトで得られた情報を用いて海中の二酸化炭素レベルをマッピングすることもできる。 | 2013/9/27  |        |
|      | コンドル・ウォッチ Condor Watch                                                    | アノテーション | 北カリフォルニアのピナクルズ国立公園の動体検知カメラで撮影された画像を用い、カリフォルニアコンドルの識別を行うとともに、動物の死体のような食餌源から各個体までの距離を記録する。 | 2014/4/15  |        |
|      | フローティング・フォレスト Floating Forests                                        | アノテーション | 沿岸海洋環境の衛星写真からジャイアント・ケルプの密集地を見つける。 | 2014/8/8   |        |
|      | シカゴ・ワイルドライフ・ウォッチ Chicago Wildlife Watch                            | アノテーション | リンカーン・パーク動物園で撮影された数100万枚の動体検出画像を調べ、都市環境に分布する野生動物の同定と調査を行う。 | 2014/9/11  |        |
|      | ペンギン・ウォッチ Penguin Watch                                                   | アノテーション | 南極海と南極半島の各地に設置された遠隔カメラ画像にタグ付けを行い、様々な種のペンギンを同定する。ペンギンの繁殖時期、巣立ちまでの生存率、ヒナが捕食される割合の変化を測定するとともに、繁殖地のどこでコロニーが越冬するかを決定するのが目的である。                                                           | 2014/9/14  |        |
|      | チンプ&シー Chimp & See                                                            | アノテーション | 動画に写ったチンパンジーの個体識別を行い、道具の使用やその他の行動パターンを抽出することによって、アフリカのある地域におけるチンパンジーの文化や、個体群の規模と動態に関する研究に貢献する。研究主体はマックス・プランク進化人類学研究所である。                                                             | 2015/4/22  |        |
|      | オーキッド・オブザーバーズ Orchid Observers                                        | 翻刻           | 2015年の夏を通して野生のラン（orchid）の撮影を行う、もしくはその画像にメタデータを付加する。あるいは、ロンドン自然史博物館が所蔵しているラン標本に付随する文書記録をテキスト化する。 | 2015/4/23  |        |
|      | ウィルドビースト・ウォッチ Wildebeest Watch                                        | フィルタリング | セレンゲティ国立公園に設置されたカメラトラップの画像からヌー (wildebeest) の移動を読み取ることで、ヌーの集団移動を地図に記録するとともに、群れの集合知についての理解を深める。 | 2015/7/1   |        |
|      | ホエールズ・アズ・インディヴィデュアルズ Whales as Individuals                     | アノテーション | クジラの尾びれの写真を見て細部にマークを付けることで、個体の識別を行うとともに、コンピュータに識別法を学ばせる。 | 2015/7/1   |        |
|      | ワイルドカム・ゴロンゴーザ Wildcam Gorongosa                                       | アノテーション | モザンビークのゴロンゴーザ国立公園に設置されたトレイルカメラに写った動物を同定する。 | 2015/9/1   |        |
|      | フォシル・ファインダー Fossil Finder                                               | アノテーション | 化石の産地であるケニア北部のトゥルカナ盆地で撮影された地表の写真から、化石や石器の発掘を試みる価値があるかを判定するための情報を読み取る。 | 2015/11    |        |
|      | ジャングル・リズム Jungle Rhythms                                                  | 翻刻           | 1937 - 1958年に手書きで書かれた、コンゴ共和国の熱帯林に生えている樹木2000本以上の生活環イベントについての観察記録をテキスト化する。 | 2016/2     |        |
|      | ウェスタン・シールド - カメラ・ウォッチ Western Shield - Camera Watch              | アノテーション | 西オーストラリアでカメラトラップに写った動物を同定する。キツネや野猫が在来の野生動物に与える影響を管理しているウェスタン・シールドプロジェクトの一環である。 | 2016/4/7   |        |
|      | スナップショット・ウィスコンシン Snapshot Wisconsin、旧名 Wisconsin Wildlife Watch | アノテーション | 米国ウィスコンシン州における野生生物の個体数分布の動向を知るため、カメラトラップで撮られた動物を同定する。 | 2016/1/8   |        |

### 人文学
「Literature」「History」「Language」「Social Science」にカテゴライズされているプロジェクト。
| ロゴ | 名称                                                   | 種類           | 説明 | 開始日    | サイト |
| ---- | ------------------------------------------------------ | -------------- | --- | --------- | ------ |
|      | エンシェント・ライブズ Ancient Lives                   | 翻刻           | オクシリンコス・パピルスに記された古代ギリシア語の文章の翻刻を行う。パピルスはエジプト探査協会が所蔵するもので、テキストは将来的に同協会の「グレコ=ローマン・メモワール」シリーズの中で整理番号を付けて公刊される。    | 2011/7/26 |        |
|      | オペレーション・ウォー・ダイアリー Operation War Diary | 翻刻           | 第一次世界大戦中に英軍が作成した戦時日誌の翻刻を行う。歴史家はそのデータを利用して、部隊の移動を辿ったり、カタログのメタデータを充実させたり、個々の兵士の体験を掘り下げる。                                           | 2014/1/14 |        |
|      | サイエンス・ゴシップ Science Gossip                    | アノテーション | 生物多様性図書館がデジタルデータ化した初期の科学雑誌や定期刊行物のページから図版を抽出し、描かれた生物種の分類を行う。                                                                                                 | 2015      |        |
|      | エミグラント・シティ Emigrant City                     | 翻刻           | 移民貯蓄銀行で1851年から1921年までに作製され、ニューヨーク公共図書館で保管されていた担保や債権の元帳を読み取ってテキスト化することでニューヨークの歴史を探求する。                                                     | 2015/12/1 |        |
|      | Measuring the ANZACs                                   | 翻刻           | 文書の読み取りとテキスト化を通して、第一次世界大戦中にニュージーランド陸軍に入隊したオーストラリア人およびニュージーランド人の氏名、職業、出生地、健康状態からなる包括的なニュージーランド戦史データベースを作成する。 | 2015/8/14 |        |

### 生物学・物理学
「Biology」「Physics」「Medicine」にカテゴライズされているプロジェクト。
| ロゴ | 名称                                  | 種類           | 説明 | 開始日     | サイト |
| ---- | ------------------------------------- | -------------- | --- | ---------- | ------ |
|      | ワーム・ウォッチ・ラボ Worm Watch Lab | アノテーション | 線形動物の動画を視聴することによって、医療研究に役立つ遺伝子データを集める。線虫の分類から脳と遺伝子の機能についてのデータが得られる。研究対象とされる種はCaenorhabditis elegansである。 | 2013/7/3   |        |
|      | ヒッグス・ハンターズ Higgs Hunters    | アノテーション | LHC実験のデータから未知のエキゾチック粒子を発見し、宇宙を構成する基本要素を暴く。 | 2014/11/26 |        |

## 一時停止中のプロジェクト
Pausedの状態であり、長期にわたってデータが追加されていないが、今後分類用データが追加され再開する可能性のあるプロジェクト。
出典は特掲したもの以外はすべてプロジェクトページ。
| ロゴ | 名称                                                        | 種類           | 説明 | 開始日     | サイト             |
| ---- | ----------------------------------------------------------- | -------------- | --- | ---------- | ------------------ |
|      | Space Warps - DES Vision Transformer(原題)                  | アノテーション | 銀河の画像から重力レンズを探すSpace Warpsプロジェクトの、CTIO 4m望遠鏡によるダークエネルギーサーベイ(DES)の画像を用いたバージョン。現時点でのデータの分類はすべて終えているが、2025年3月に、確実な重力レンズ149個、ある程度可能性のある天体516個、もしかしたら重力レンズかもしれない天体663個を発見したという論文を投稿しarxivに公開した。 | 2023/10/17 | (英語版)           |
|      | Superluminous Supernovae(原題)                              | 分類           | Zwicky Transient Facility (ZTF) サーベイが観測した超新星の光度曲線を見て、通常より大きな光度を持つ極超新星を探す。 | 2023/6/9   | (英語版)           |
|      | Jovian Vortex Hunter(原題)                                  | アノテーション | 木星探査機ジュノーが撮影した木星の画像から大気の渦を探す。 | 2022/6/20  | (英語版)           |
|      | Solar Jet Hunter(原題)                                      | アノテーション | 太陽観測衛星ソーラー・ダイナミクス・オブザーバトリーがAIAと呼ばれる装置で撮影した太陽の画像から太陽ジェットを探す。現在一時停止中だが、2024年に結果をまとめた論文が公表されている。 | 2021/12/7  | (英語版)           |
|      | Bursts from Space: MeerKAT(原題)                            | アノテーション | 南アフリカにある電波望遠鏡MeerKATが観測した電波バーストを探す。現在一時停止中だが、2023年に結果をまとめた論文が公表されている。 | 2021/12/7  | (英語版)           |
|      | AI4Mars(日本語題) AI4Mars(原題)                             | 分類           | NASAの日本人研究者・小野雅裕が主導するプロジェクト。火星ローバーが地形を自律的に判断するためのAIを開発することを目指し、学習データとなる地形の分類を行う。 | 2020/6/22  | 英語版日本語版     |
|      | Spiral Graph(原題)                                          | アノテーション | 渦巻銀河の渦の巻き方をボランティアによって描写する。現在一時停止中だが、2020年に結果をまとめた論文が公表されている。 | 2020/5/12  | (英語版)           |
|      | Radio Galaxy Zoo: LOFAR(原題)                               | アノテーション | 電波望遠鏡のLOFARが観測した銀河の電波画像から電波源を探す。 | 2020/2/25  | (英語版)           |
|      | Galaxy Zoo Mobile(原題)                                     | 分類           | 現在も行われているGalaxy Zooプロジェクトを、モバイルアプリ版のZooniverseから行うために特化したプロジェクト。モバイル版アプリは、単純な1問の質問からなる分類しか行えないことを受けて開発された。 | 2019/7/4   | (英語版)           |
|      | Astronomy Rewind(原題)                                      | 分類           | NASAの天体物理データシステムに存在する、過去の天文学についての論文に掲載された画像について専用ツールを使って座標などのメタデータを書き起こして、バーチャル上の空に投影できるシステムの構築を目指す。 | 2017/3/22  | (英語版)           |
|      | プラネット・フォー Planet Four                              | アノテーション | 火星の南極冠付近で撮影された地表の画像を分析する。二酸化炭素氷層の下で発生する間欠泉や昇華ガスによって形成された扇状地や斑を見つけ、マーキングするなどの方法で地形の分類を行う。画像はマーズ・リコネッサンス・オービターに搭載されたHiRISEカメラが撮影したものである。                                                                     | 2013/1/8   | (英語版)           |
|      | Planet Hunters TESS(原題)                                   | アノテーション | TESSの観測した光度曲線から、太陽系外惑星によるトランジットを探す。これまでに複数の惑星を発見している。 | 2018/12/16 | (英語版)           |
|      | Planet Hunters TESS mobile(原題)                            | 分類           | Planet Hunters TESSのワークフローを簡略化したモバイルアプリ対応版。 | 2019/12/19 | (英語版)           |
|      | 星だまりスケッチ(日本語題) Local Group Cluster Search(原題) | アノテーション | ハッブル宇宙望遠鏡が撮影した近傍銀河の高解像度画像から星団を探す。これまでさんかく座銀河(M33)とアンドロメダ銀河(M31)を対象に捜索が行われ、M33から1214個、M31から2753個の星団が発見され、論文にまとめられている。 | 2019/1/7   | (英語版)(日本語版) |

## 終了したプロジェクト
プロジェクトのステータスが、一時停止中であるPausedではなく、完了を意味し今後データが追加されることのないFinishedとなっている主なプロジェクトを示す。
出典は特掲したもの以外はすべてプロジェクトページ。
| ロゴ | 名称                                                                      | 種類           | 説明 | 開始日     | 終了日     | サイト   |
| ---- | ------------------------------------------------------------------------- | -------------- | --- | ---------- | ---------- | -------- |
|      | ソーラー・ストームウォッチ Solar Stormwatch                               | アノテーション | 2機の観測機からなるSTEREO探査機が撮影した動画データを利用して、コロナ質量放出の形成と発展を追跡する。 | 2009/12/21 |            | (英語版) |
|      | Blobs and Blurs: Extreme Galaxies in Clusters(原題)                       | アノテーション | 銀河団中の極端な形状をした銀河を探すプロジェクトで、最終的にろ座銀河団から1138個、おとめ座銀河団からもたくさんの拡散銀河を発見した。 | 2023/1/6   |            | (英語版) |
|      | Solar Active Region Spotter(原題)                                         | アノテーション | 太陽観測衛星ソーラー・ダイナミクス・オブザーバトリーが観測した画像から、太陽の活動領域を特定する。2011年から2019年までの画像についての解析結果が、2023年に論文にまとめられている。                                                                                      | 2023/3/21  |            | (英語版) |
|      | Fishing for Jellyfish Galaxies(原題)                                      | アノテーション | クラゲ銀河と呼ばれる、銀河団中のガスに高速で衝突した結果外層がはぎ取られつつある銀河を、CTIOのダークエネルギーカメラレガシーサーベイ(DECaLS)で撮影された画像から発見する。                                                                                              | 2022/11/28 |            | (英語版) |
|      | Rosetta Zoo(原題)                                                         | アノテーション | 彗星探査機ロゼッタが長期にわたって撮影したチュリュモフ・ゲラシメンコ彗星の核表面の画像から、地形がわずかに変化している部分を探す。 | 2022/5/5   |            | (英語版) |
|      | Tag Along with Adler(原題)                                                | タグ付け       | アドラープラネタリウムに所蔵されているアナログの資料をタグ付けし、デジタルアーカイブ化に協力する。 | 2021/3/23  |            | (英語版) |
|      | Zwicky Chemical Factory(原題)                                             | 分類           | ZTFが発見した超新星のスペクトルを分光するBright Transient Survey (BTS)で得られたスペクトルを分類する。 | 2020/12/15 |            | (英語版) |
|      | SPACE FLUFF(原題)                                                         | 分類           | ろ座銀河団中の低表面輝度天体を探し、特徴を分類する。 | 2020/12/12 |            | (英語版) |
|      | Cosmological jellyfish(原題)                                              | アノテーション | Fishing for Jellyfish Galaxiesプロジェクトと同様クラゲ銀河を探すが、実際に観測された画像ではなく大規模シミュレーションで生成された画像を分類する。2023年に論文にまとめられている。                                                                                      | 2021/6/1   |            | (英語版) |
|      | Bursts from Space(原題)                                                   | アノテーション | カナダの電波望遠鏡カナダ水素強度マッピング実験が捉えた電波の信号から高速電波バーストを探す。 | 2020/10/30 |            | (英語版) |
|      | Planet Patrol(原題)                                                       | 分類           | TESS衛星が太陽系外惑星を探すために撮影した恒星の画像から、恒星像の誤検出を取り除く。Planet Hunter TESSなどと異なり、直接系外惑星の兆候を捉えるわけではない。 | 2020/9/29  |            | (英語版) |
|      | Catalina Outer Solar System Survey(原題)                                  | 分類           | カタリナ・スカイサーベイが撮影した画像から太陽系外縁天体を探す。未発見天体は見つからなかったが、既知の14天体を検出し軌道改良に貢献した。 | 2020/8/11  |            | (英語版) |
|      | Star Notes(原題)                                                          | 書き起こし     | ハーバード大学天文台で19世紀後半から20世紀前半にかけて行われた観測ノートをスキャンした画像を分類・転記しデジタルアーカイブ化に協力する。 | 2020/1/28  |            | (英語版) |
|      | Mapping Historic Skies(原題)                                              | 書き起こし     | 過去600年にわたる芸術作品に描かれた星空を、全天マッピングのために分類する。 | 2019/11/4  |            | (英語版) |
|      | Galaxy Zoo: Clump Scout(原題)                                             | アノテーション | Galaxy Zooシリーズのプロジェクトで、銀河中のクランプと呼ばれる星形成領域を探す。結果は2本の論文にまとめられている。 | 2019/9/18  |            | (英語版) |
|      | Hubble Asteroid Hunter(原題)                                              | アノテーション | ハッブル宇宙望遠鏡が撮影した画像中に偶然写りこんだ小惑星の軌跡を探す。2002年から2020年までの15万枚以上の画像から2000件以上の軌跡を検出した。うち1030個は未発見の天体であるとされ、非常に暗い天体が中心だった。                                                          | 2019/6/21  |            | (英語版) |
|      | Euclid - Challenge the Machines(原題)                                     | アノテーション | プロジェクト実施当時打ち上げ予定中だったユークリッド宇宙望遠鏡が観測する銀河に重力レンズ像が付随するかを判定するAIとどちらが正しいか評価するための、人間による分類を提供する。                                                                                          | 2019/6/19  |            | (英語版) |
|      | Muon Hunters 2.0(原題)                                                    | 分類           | 空気ガンマ線望遠鏡のVERITASが検出した信号から、ミューオン由来のものを探す。プロジェクト実施中に13.5万件の候補信号を分類した。 | 2019/3/14  |            | (英語版) |
|      | Zwicky's Quirky Transients(原題)                                          | 分類           | ZTFの突発天体検知AIの訓練のために、検出した突発天体候補が本物かを分類する。 | 2019/1/23  |            | (英語版) |
|      | COSMIC(原題)                                                              | アノテーション | 将来の火星探査機が撮影する画像から火星の地形を特定するためのAIを訓練するために、地形を分類する。 | 2019/1/9   |            | (英語版) |
|      | The Hunt for Galaxy Clusters(原題)                                        | アノテーション | パロマー天文台やサイディング・スプリング天文台のシュミット望遠鏡が撮影した可視光画像とX線衛星による画像を組み合わせて、銀河団を探す。 | 2018/10/24 |            | (英語版) |
|      | Variable Star Zoo(原題)                                                   | 分類           | VISTA望遠鏡によるVISTA変光星サーベイ(VVV)で得られた、銀河系の銀河バルジの恒星の近赤外での光度曲線から変光星を分類する。 | 2018/8/3   |            | (英語版) |
|      | Protect Our Planet From Solar Storms(原題)                                | 分類           | NASAのSTEREO太陽観測衛星が観測した太陽フレアの画像から、より複雑な構造をしたフレアを探す。 | 2018/5/11  |            | (英語版) |
|      | Space Warps - HSC(原題)                                                   | アノテーション | 重力レンズを起こしている銀河を探すSpace Warpsプロジェクトシリーズの1つで、すばる望遠鏡の主焦点カメラHSC(Hyper Supreme Cam)で得られた画像を用いる。 | 2018/4/26  |            | (英語版) |
|      | Galaxy Builder(原題)                                                      | アノテーション | Galazy Zooプロジェクトの派生プロジェクトで、銀河を形成している構成要素を腕や棒構造などに分けて調べる。 | 2018/4/24  |            | (英語版) |
|      | Solar Stormwatch II(原題)                                                 | アノテーション | Solar Storm Watchプロジェクトの派生プロジェクトで、STEREO衛星が撮影した太陽嵐の外縁部分をユーザーがなぞることで、太陽嵐の外縁を特定し地球への到達時間の予想の改良に生かす。                                                                                             | 2017/9/20  |            | (英語版) |
|      | Agent NEO(原題)                                                           | 分類           | ラスクンブレス天文台の望遠鏡ネットワークが撮影した画像から地球近傍小惑星を探す。 | 2017/7/17  |            | (英語版) |
|      | Galaxy Nurseries(原題)                                                    | 分類           | ハッブル宇宙望遠鏡による分光撮像サーベイのWISPサーベイが観測した銀河のスペクトルから輝線を探す。Zooniverseが始まって以来ちょうど100番目にローンチされたプロジェクトである。                                                                                             | 2017/5/31  |            | (英語版) |
|      | Supernova Sighting(原題)                                                  | 分類           | サイディング・スプリング天文台のスカイマッパー望遠鏡が撮影した銀河の差分画像から、超新星を探す。2017年に6か月間実施され、48個の新超新星候補を報告しそのうち16個が超新星と確認され、ボランティアにも発見クレジットの一部が与えられた。                                   | 2017/5/15  |            | (英語版) |
|      | Exoplanet Explorers(原題)                                                 | 分類           | ケプラー宇宙望遠鏡がK2と呼ばれる延長ミッション実施中に観測した光度曲線から太陽系外惑星を探す。4個の惑星を持つ(後に6個と判明)恒星系K2-138を含む、複数の惑星を発見している。                                                                                              | 2017/4/4   |            | (英語版) |
|      | Planet 9(原題)                                                            | 分類           | スカイマッパー望遠鏡の撮影データからプラネット・ナインを捜索する。発見に至らずも、3日間で500万件の分類を集めた。 | 2017/3/28  |            | (英語版) |
|      | Galaxy Zoo: 3D(原題)                                                      | アノテーション | SDSSによる近傍銀河の分光マッピングサーベイ「MaNGA」で観測した銀河の形状を描画する。 | 2017/3/8   |            | (英語版) |
|      | Muon Hunter Classic(原題)                                                 | アノテーション | 空気ガンマ線望遠鏡のVERITASが検出した信号から、ミューオン由来のものを探す。 | 2017/2/28  |            | (英語版) |
|      | Planet Four: Ridges(原題)                                                 | アノテーション | 火星探査機マーズ・リコネッサンス・オービターに搭載されたカメラCTXが撮影した火星の地形から渓谷を特定する。 | 2017/1/17  |            | (英語版) |
|      | Hubble's Hot Stars(原題)                                                  | 分類           | ハッブル宇宙望遠鏡が撮影した銀河中のO型星の周りにHII領域が見えるかどうかを分類する。 | 2016/12/22 |            | (英語版) |
|      | Supernova Hunters(原題)                                                   | 分類           | パンスターズのサーベイ画像から超新星を探す。分光確認されただけで数百個の超新星を発見した。 | 2016/7/12  |            | (英語版) |
|      | Poppin' Galaxy(原題)                                                      | 分類           | SDSSのデータから、腕のゆがんだ形のエッジオン銀河を探す。 | 2016/3/23  |            | (英語版) |
|      | Comet Hunters(原題)                                                       | 分類           | すばる望遠鏡のHSC画像に写りこんだ小惑星の画像から彗星活動を見せている天体を探す。 | 2015/12/16 |            | (英語版) |
|      | ミルキーウェイ・プロジェクト The Milky Way Project(原題)                  | アノテーション | 星形成初期の兆候である、星間物質の泡構造を発見する。スピッツァー宇宙望遠鏡で撮影された赤外線画像と、ハーシェル宇宙望遠鏡によるサブミリ波データを利用する。 | 2010/12/7  |            | (英語版) |
|      | Planet Hunters(原題)                                                      | アノテーション | ケプラー探査機が記録した恒星の光度曲線から太陽系外惑星を発見する。 | 2010/12/16 |            | 英語版   |
|      | Sunspotter(原題)                                                          | ランク付け     | 2枚一組となった太陽黒点の画像を比較し、どちらが相対的に複雑かを選ぶ。研究の目的は、太陽黒点の複雑さが時間とともにどう成長するか、そしてどのように噴出に至るかを調査することである。必要なデータはSOHO探査機に搭載されたマイケルソン・ドップラー撮像器によるものである。 | 2014/2/27  |            | 英語版   |
|      | アステロイド・ズー Asteroid Zoo(原題)                                     | アノテーション | タイムラプス画像の中から未発見の小惑星の可能性がある運動物体を探す。米国アリゾナ州のカタリナ・スカイサーベイで取得されたデータを使用している。小惑星の鉱業利用のための技術開発を中心的に行っているプラネタリー・リソーシズ社との連携プロジェクトである。                | 2014/1/24  |            | 英語版   |
|      | Radio Galaxy Zoo(原題)                                                    | アノテーション | ラジオ波画像の中から、ブラックホールへの降着によって駆動されている銀河から発する宇宙ジェットを見つけ出す。その銀河を赤外線画像の中でも探し、二つの画像を対応付けるのがタスクである。                                                                                    | 2013/12/17 |            | 英語版   |
|      | Galaxy Zoo: Bar Lengths(原題)                                             | アノテーション | ハッブル宇宙望遠鏡が撮影した8000枚の画像の中から渦巻銀河の棒状構造を見つけ出して測定を行う。 | 2015/7/1   |            | 英語版   |
|      | Planet Four: Terrains(原題)                                               | フィルタリング | マーズ・リコネッサンス・オービターに搭載されている高解像度のHiRISEカメラで詳しく調べる対象を選ぶため、低解像度のCTXカメラで撮影された火星の表面画像を観察する。 | 2015/7/1   |            | 英語版   |
|      | Cell Slider(原題)                                                         | アノテーション | 英国キャンサー・リサーチが提供する画像を用いてがん組織試料を分類していた。 | 2012/10/24 | —          | 英語版   |
|      | Galaxy Zoo Mergers(原題)                                                  | パターンマッチ | 相互作用銀河のダイナミクスを研究するため、オリジナルのギャラクシー・ズーで発見された銀河の画像をシミュレーションと比べていた。 | 2009/11/23 | 2012/6/25  | 英語版   |
|      | Galaxy Zoo Supernovae(原題)                                               | アノテーション | 「パロマー・トランジェント・ファクトリー」サーベイで得られたデータから超新星を探していた。発見された超新星は世界中の望遠鏡によって速やかに追跡調査された。 | 2009/8/13  | 2012/8/3   | 英語版   |
|      | Ice Hunters(原題)                                                         | アノテーション | ニュー・ホライズンズ探査機の観測候補を見つけるためにカイパーベルト天体の確認を行っていた。同時に変光星と小惑星の確認も行った。様々な望遠鏡により時間差で撮影された画像の差分を目視することでこれらの天体の検出を行っていた。                                            | 2011/6/21  | 2012前半   | 英語版   |
|      | オールド・ウェザーフェーズ1、フェーズ2 Old Weather Phases One & Two(原題) | 翻刻           | 2010年10月から2012年7月までの間に16,400人ほどのボランティアが参加し、第一次大戦期の英国海軍の船で作成された1,090,745ページにわたる航海日誌から気象データが抽出された。 このプロジェクトにより得られた160万件の気象記録は気候モデルの改善のために用いられる。            | 2010/10/12 | 2012/7/23  | 英語版   |
|      | Andromeda Project(原題)                                                   | アノテーション | ハッブル宇宙望遠鏡が撮影した画像の中に、アンドロメダ銀河の中の星団や、星野のバックグラウンドに隠れた遠方銀河を見つけようとしていた。 | 2012/12/5  | 2013/10/30 | 英語版   |
|      | Moon Zoo(原題)                                                            | アノテーション | ルナー・リコネサンス・オービターによって得られた月表面の高解像度画像を用いて詳細なクレーター・カウントを行い、岩の年齢のばらつきを地図上に記録していた。 | 2009/2/16  | 2016/5     | 英語版   |
|      | Space Warps(原題)                                                         | アノテーション | 遠方宇宙にある大質量銀河が作り出す重力レンズを探していた。 | 2013/5/8   | 2014       | 英語版   |
|      | Star Date: M83(原題)                                                      | アノテーション | ハッブル宇宙望遠鏡の画像を用い、南の回転花火銀河 (M83) の中にある星団の形状と色を記録していた。 | 2014/1/13  | 2014       | 英語版   |
|      | Whale FM(原題)                                                            | パターンマッチ | シャチが発する音を分類することで個体の回遊を追跡していた。ボランティアは鳴き声のオーディオ・クリップを聞くとともにスペクトログラムデータを観察した。『サイエンティフィック・アメリカン』誌との連携で運営されていた。                                                    | 2011/11/29 | 2015/5     | 英語版   |
|      | Seafloor Explorer(原題)                                                   | フィルタリング | 海底生息環境のライブラリを作成するため、アメリカ北東部沖合の海底でロボットカメラが撮影した画像に基づいて種の同定や海底面の状態の記録を行っていた。 | 2012/9/13  |            | 英語版   |
|      | SETILive(原題)                                                            | アノテーション | コンピュータアルゴリズムでは捉えられないような地球外知的生命体からの信号を人力で識別することを目指すプロジェクトだった。ケプラー探査機の観測領域に入っている星を対象に、アレン・テレスコープ・アレイによって観測されたラジオ波領域データが用いられた。                  | 2012/2/29  | 2014/10/12 | 英語版   |